# Parti de la justice (Corée du Sud)
Pour les articles homonymes, voir Parti de la justice.
Le Parti de la justice (en coréen : 정의당, Jeonguidang)  est un parti de gauche en Corée du Sud qui représente le courant des progressistes.

## Historique
Le parti résulte d'une scission du Parti progressiste unifié (PPU) effectuée le 22 octobre 2012 un an avant que celui-ci ne soit pris dans une affaire de violation de la loi de sécurité nationale et dissous.
Il a été créé sous le nom de Parti de la justice progressiste (진보정의당, Jinbojeonguidang) et a eu d'abord comme leader Jo Jun-ho et Roh Hoe-chan qui était auparavant issu du Nouveau parti progressiste (NPP). Il a pris le nom de Parti de la justice lors de son deuxième congrès qui s'est tenu le 16 juillet 2013. La direction du parti a ensuite été assurée par Cheon Ho-sun de 2013 à 2015 puis par Sim Sang-jung à partir de 2015.
Pendant la législature 2012-2016, il a disposé de 5 sièges de députés à l'assemblée nationale (Shim Sang-jung, Kim Je-nam, Pak Won-suk, Seo Gi-ho et Jeong Jin-hu), tous élus lors des élections législatives du 11 avril 2012 sous la bannière du PPU. Pendant la campagne des législatives de 2016, il est crédité de 3 à 6 % des intentions de vote par les sondages. Il en obtient finalement 7,2 % et dispose de 6 députés.

## Idéologies

### Économie
Le parti appelle à un changement structurel de l'économie coréenne par une modification radicale du système économique actuel dominé par Chaebol, un contrôle démocratique de l'excès capitaliste par la mise en œuvre de la démocratie économique et la propriété publique des services publics de base. La poursuite d'une forme alternative de système économique dans lequel les conditions de base de la vie des gens sont fournies à tous, de manière égale. Là où l'économie publique ou de marché est inefficace, le parti préconise une économie sociale, y compris des coopératives et une augmentation du rôle de l'économie sociale par rapport à celui traditionnellement détenu par le marché. Il appelle également à la protection et au renforcement des droits du travail et encourage la syndicalisation sur le lieu de travail, afin d'équilibrer le rapport de force entre les capitalistes et les travailleurs. Le parti préconise la création d'un État-providence, en augmentant de manière drastique le financement du secteur public, en fournissant des services sociaux universels comme la garde d'enfants, l'éducation, l'emploi, le logement, les soins de santé et la vie après la retraite. Le parti financera ces programmes par une augmentation de la fiscalité basée sur la politique fiscale de redistribution.

### Environnement
Le parti appelle à la fin du développement sans restriction, à la poursuite du développement durable. Il est également en faveur du bien-être des animaux. Il plaide en faveur du développement des énergies renouvelables, avec pour objectif la suppression totale du pétrole et du charbon. Le parti est contre l'énergie nucléaire en tant qu'alternative, et préconise la fermeture des anciennes centrales nucléaires et l'arrêt de toute nouvelle construction de centrales.

### Questions sociales
Le parti appelle à l'éradication de toutes les formes de discrimination, prônant une participation accrue des minorités dans la sphère politique. Il préconise en outre la poursuite de l'égalité des sexes sur le lieu de travail et la préservation du droit des femmes à choisir d'avorter. Le parti est en faveur d'une augmentation des droits des personnes handicapées et de la protection des migrants contre les violations des droits de l'homme et la discrimination économique. Le parti s'oppose fermement à toute forme d'oppression fondée sur la sexualité ou l'identité de genre d'une personne. Il appelle à l'adoption d'une législation relative aux crimes de haine afin de protéger les droits de l'homme des minorités. Il reconnaît également la diversité des structures familiales sans aucune discrimination.

### Relations extérieures
Au milieu du conflit entre les États-Unis et la Chine pour l'hégémonie régionale et des tentatives de réarmement du Japon, le parti estime que la paix dans la péninsule coréenne est une question primordiale. Le parti rejette toute forme d'hégémonie de la part des deux parties et refuse de prendre parti sur cette question. Le parti a pour objectif de signer un traité de paix avec le Nord, mettant fin à la guerre de Corée une fois pour toutes. Si le parti estime que l'unification entre le Nord et le Sud devrait être un objectif souhaitable, il ne considère pas l'unification par la guerre ou l'effondrement du régime nord-coréen comme une solution viable. L'unification devrait être poursuivie sur la base du respect mutuel entre les pays respectifs et d'un accroissement des échanges et de la coopération.

## Résultats électoraux
| Année | Voix      | %    | Rang | Élus    |
| ----- | --------- | ---- | ---- | ------- |
| 2016  | 395 357   | 1,65 | 4e   | 6 / 300 |
| 2020  | 2 697 956 | 1,69 | 3e   | 6 / 300 |
| 2024  | 107 029   | 0,38 | 6e   | 0 / 300 |

## Dirigeants du Parti de la justice
1. Roh Hoe-chan, Jo Jun-ho (co-leader ; 21 octobre 2012 - 21 juillet 2013)
2. Cheon Ho-sun (21 juillet 2013 - 18 juillet 2015)
3. Sim Sang-jung (18 juillet 2015 - 11 juillet 2017)
4. Kim Se-kyun (co-leader ; 22 novembre 2015 - 30 septembre 2016)
5. Na Gyung-che (co-leader ; 22 novembre 2015 - 11 juillet 2017)
6. Lee Jeong-mi (11 juillet 2017 - 13 juillet 2019)
7. Sim Sang-jung (13 juillet 2019 - 12 octobre 2020)
8. Kim Jong-cheol (12 octobre 2020 - 25 janvier 2021)
9. Kim Yun-ki (25 janvier 2021 - 29 janvier 2021) (intérim)
10. Kang Eun-mi (depuis le 29 janvier 2021) (intérim)